# Fratello maggiore (film)
Fratello maggiore (Big Brother) è un film muto del 1923 diretto da Allan Dwan. La sceneggiatura si basa su Big Brother, una storia breve di Rex Beach, apparsa su Cosmopolitan nei numeri di luglio-settembre del 1923.

## Trama
Al gangster Jimmy Donovan viene affidata la custodia della piccola Midge, la bambina del suo amico Big Ben Murray. Lui decide, allora, di lasciare il mondo del crimine. La bambina gli viene tolta dal tribunale, ma lui dimostra di essersi rimesso in riga recuperando un libro paga rubato da alcuni suoi vecchi compagni. Così, non solo vince l'affido di Midge, ma conquista anche definitivamente il cuore di Kitty, la sua ragazza.

## Produzione
Il film fu prodotto dalla Famous Players-Lasky Corporation

## Distribuzione
Il copyright del film, richiesto dalla Famous Players-Lasky Corp., fu registrato il 19 dicembre 1923 con il numero LP19768.
Distribuito dalla Paramount Pictures e presentato da Jesse L. Lasky e Adolph Zukor, uscì nelle sale cinematografiche statunitensi il 23 dicembre 1923. In Italia, rinominato Fratello maggiore, ebbe il visto di censura 22206. In Spagna, il film fu presentato il 29 novembre 1926.
Non si conoscono copie ancora esistenti della pellicola che viene considerata presumibilmente perduta.